# Saint-Nicolas-de-Redon

Saint-Nicolas-de-Redon este o comună în departamentul Loire-Atlantique, Franța. În 2009 avea o populație de 3,063 de locuitori.